# Giuseppe Partini
Giuseppe Partini (* 5. Mai 1842 in Siena; † 14. November 1895 in der Villa delle Selve in Siena) war ein italienischer Architekt und Restaurator.

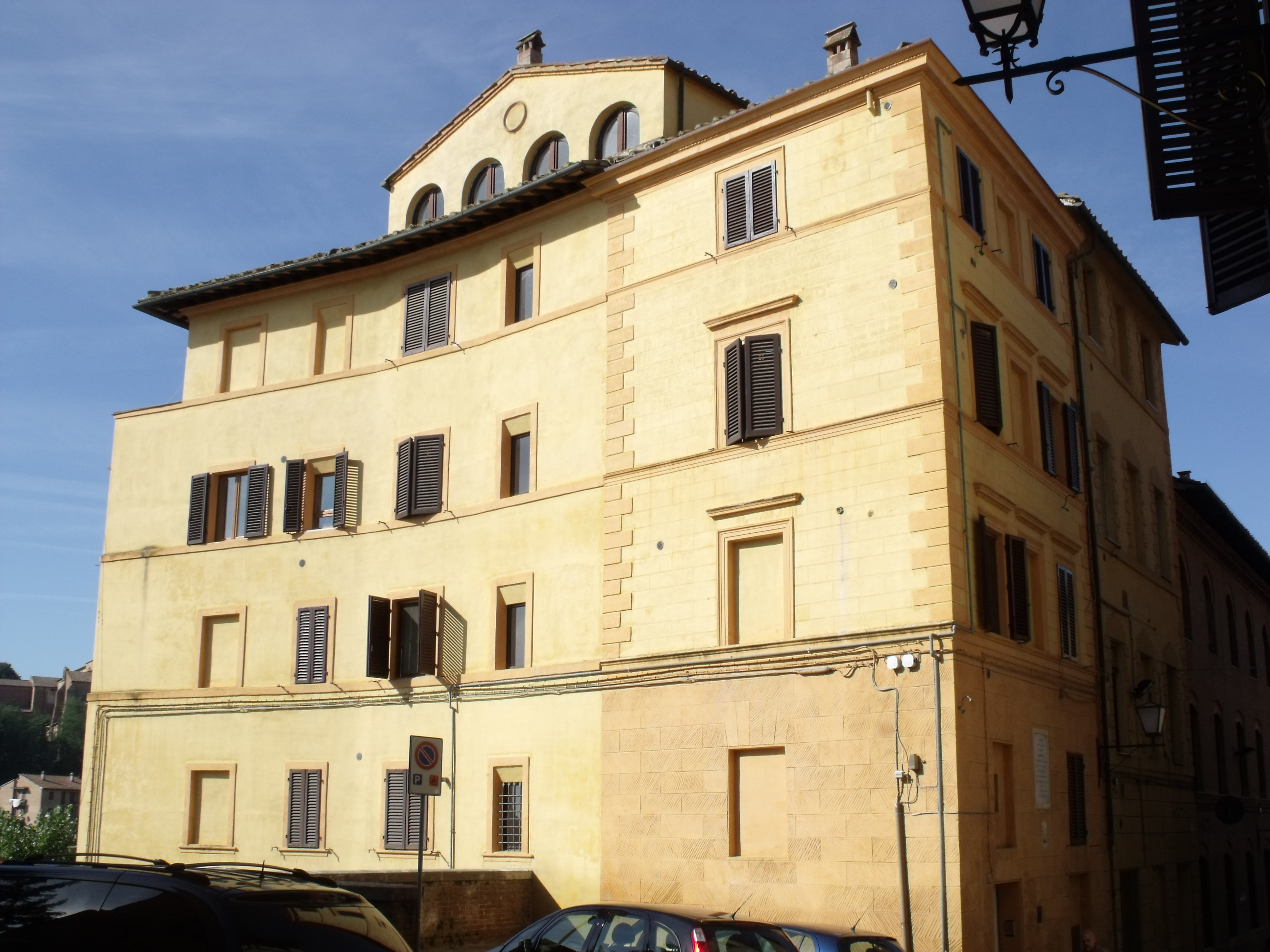
Geburtshaus des Giuseppe Partini in der Via Salicotto in Siena

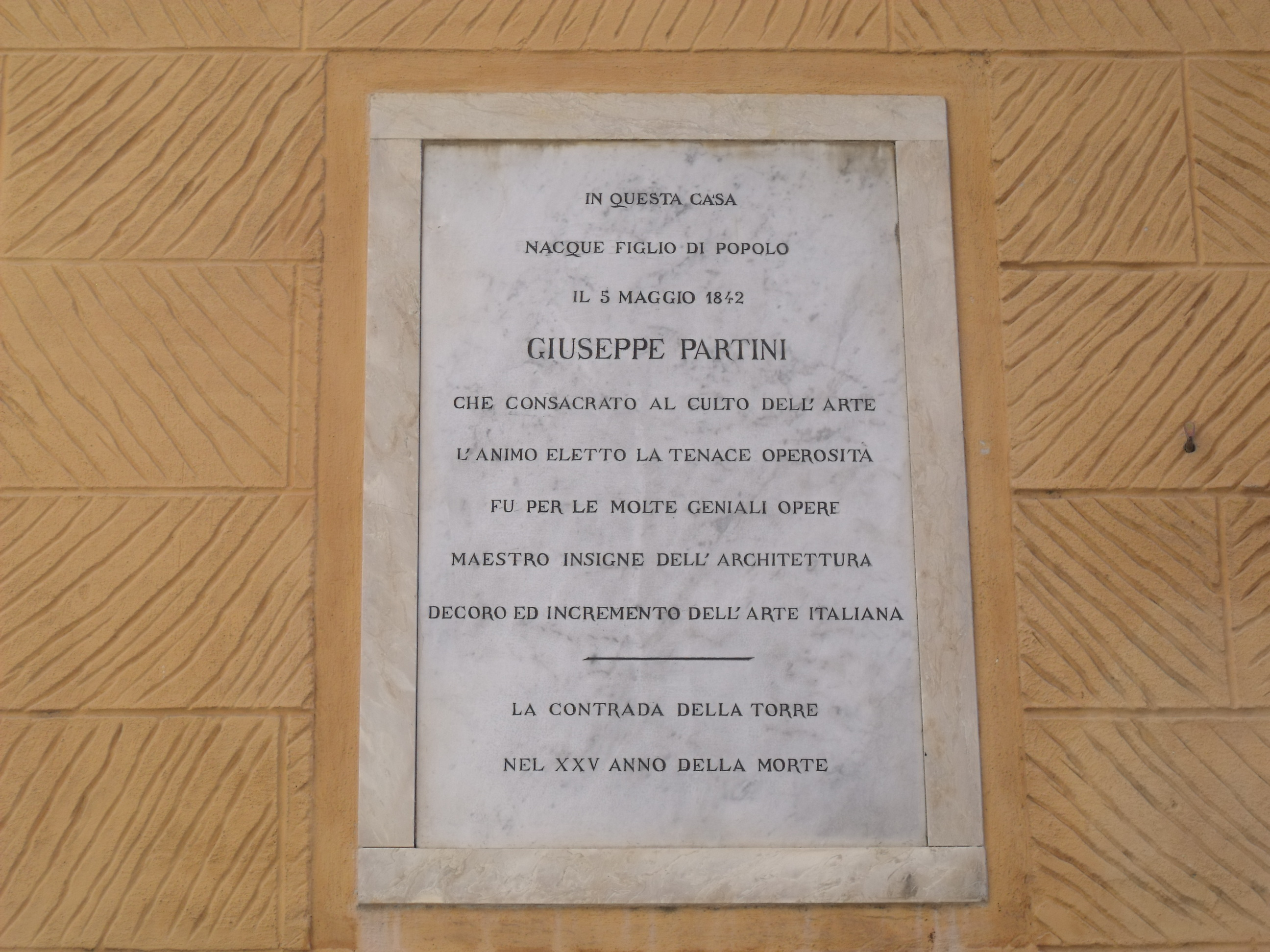
Hinweisschild zu Partini am Geburtshaus des Giuseppe Partini in der Via Salicotto in Siena

## Leben
Er wurde am 5. Mai 1842 als Giuseppe Domenico Partini in Siena als Sohn von Giovanbattista Partini (1815–1876) und Bonizella Rossi (1804–1874) in Siena in der Via Salicotto geboren und war Mitglied der Contrada Torre (Turm). Seine Ausbildung erhielt Partini in Siena zunächst als Maurerlehrling bei einem Onkel. Danach lernte er im Istituto di Belle Arti von 1857 bis 1861 bei Lorenzo Doveri (* 10. August 1799 in Pisa; † 6. Oktober 1866 in Siena) und Giulio Rossi. Später wurde der Dozent an gleicher Stelle. Sein erstes selbständiges Werk errichtete er 1861 als Neunzehnjähriger in Monteroni d’Arbia, als er die Cappella della Villa Pieri Nerli a Quinciano entwarf und realisierte. Nach dem Tod seines Lehrmeisters Doveri folgte er ihm auf dem Posten des Dombaumeisters der Cattedrale di Santa Maria Assunta (Dom von Siena). Am 31. August 1867 heiratete Giuseppe Partini in Buonconvento Clementina Cresti (* 1847). Zu den Wahlen zum Rat von Siena am 26. Juli 1868 trat er an, wurde allerdings nicht gewählt. Kurz darauf, am 16. August, wurde sein einziges Kind Luigi (Luigi Enrico Bartolomeo Maria) geboren, der später Ingenieur wurde und am 15. Oktober 1893 Adele Sarrocchi, die Tochter von Tito Sarrocchi (1872–1937), heiratete, mit der er keine Kinder hatte. Luigi selbst starb am 11. Juli 1930 in Monte Argentario. Die Frau von Giuseppe Partini, Clementina, kam am 26. Juni 1873 bei einem Hausbrand ums Leben. Er wurde 1879 Honorararchitekt der Accademia di Belle Arti Firenze in Florenz. 1882 kam er bei seinem zweiten Antritt zu Wahlen in Siena zu einem Amt im Consiglio Comunale. Er starb am 14. November 1895 in seinem Haus Villa delle Selve (Villa Selva) und wurde im Grab seiner Frau auf dem Friedhof Camposanto della Misericordia di Siena bestattet, dem Friedhof, den er selbst mitgestaltet hatte.
Sein Stil wird häufig als purismo bzw. purismo senese (senesischer Purismus) und falso storico (unechter Historienstil) bzw. pseudo gotico (unechte Gotik, auch Gothic Revival) bezeichnet. Kritik an seiner Herangehensweise an Restaurierungen wurde mit sempre troppo radicalmente (immer zu radikal) benannt.
Zu den Hauptwerken seines Schaffens gehören die von ihm entworfenen Bauten und Änderungen der Institute Tommaso Pendola und Santa Teresa sowie einiger Kapellen des Friedhofs Camposanto della Misericordia di Siena in Siena. Weitere Bekanntheit beschaffte ihm die Restaurierung mehrerer wichtiger Monumente in Siena, wo er an zwei der vier Basiliken (San Francesco und Dei Servi), dem Dom von Siena, historischen Palazzi (Palazzo del Rettorato, Palazzo Franci, Palazzo Marsili, Universität) sowie an den Gebäuden um die Piazza Salimbeni (heute Sitz der Bank Monte dei Paschi di Siena) und an der Piazza selbst arbeitete. In der Provinz Siena wurde er als Restaurator zu mehreren bedeutenden Sakralmonumenten gerufen. So wirkte er in Asciano am Kloster Monte Oliveto Maggiore und an der Collegiata di Sant’Agata, in Montalcino an der Abtei Sant’Antimo sowie in San Gimignano am Dom, am Spedale Santa Fina, den Stadtmauern und am Palazzo Comunale. Fern seiner Heimatstadt wurde er nach Acquapendente (Region Latium, Torre Alfina), Chiavari (Region Ligurien, Palazzo di Giustizia) und Zoagli (Region Ligurien, Cappella Gentilezza della Famiglia Canevaro) gerufen. Mit seinem Freund Tito Sarrocchi arbeitete an der Piazza del Campo (Neuerstellung der Fonte Gaia) und am Monumento des Sallustio Bandini in Siena zusammen.

## Werke (Auswahl)

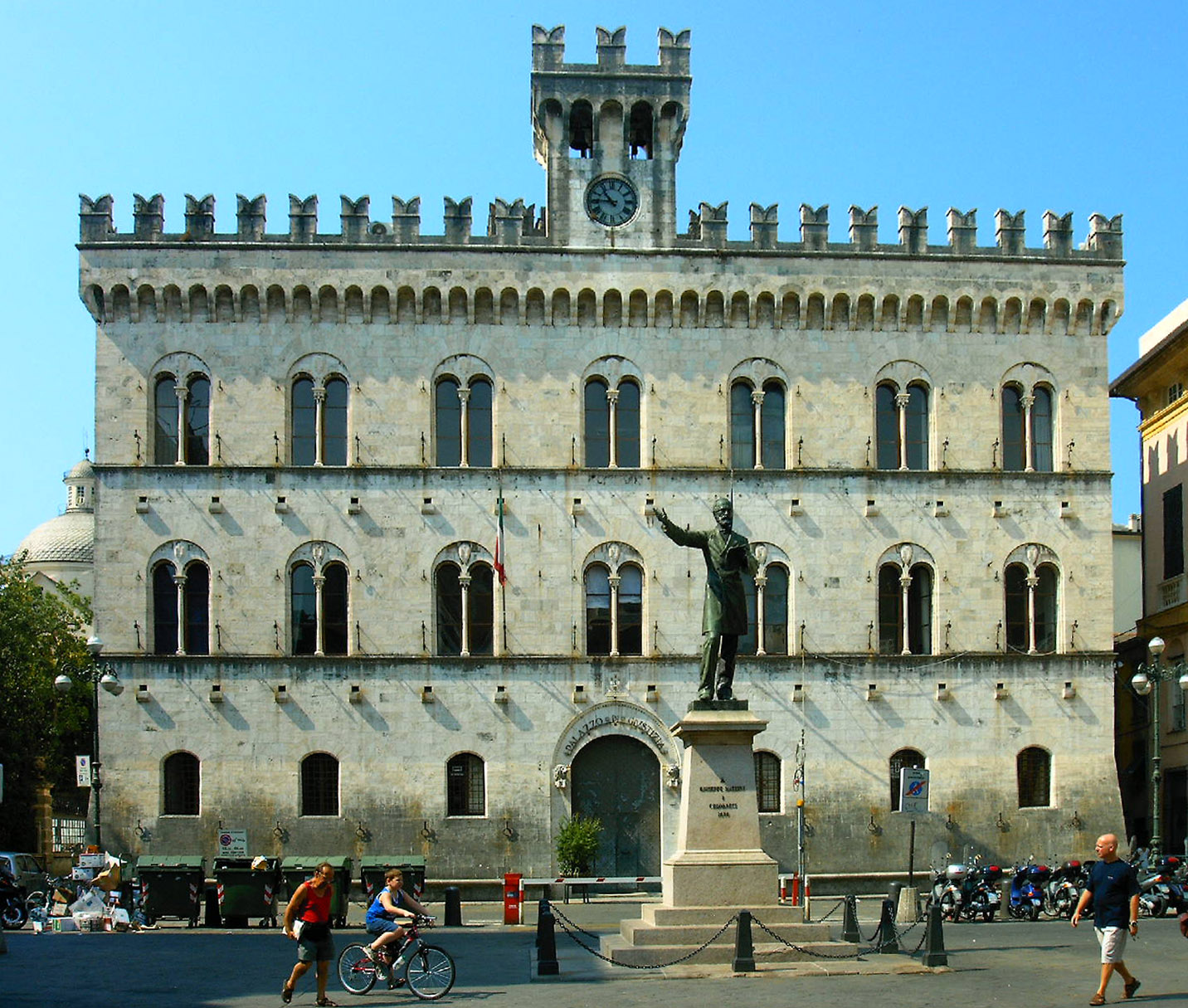
Der Palazzo di Giustizia in Chiavari: Restaurierung (1882)

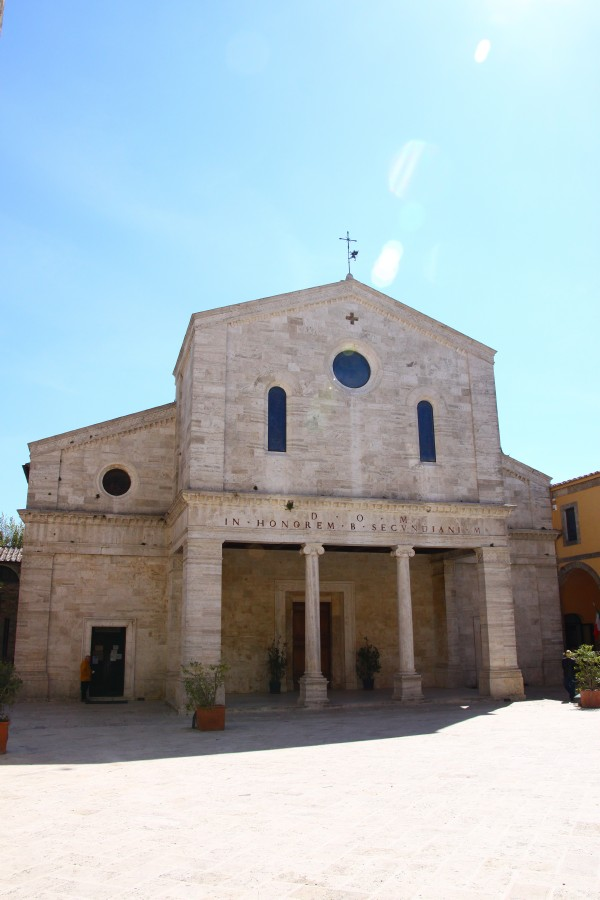
Der Dom San Secondiano in Chiusi: Erneuerung der Domfassade (1884–1894)

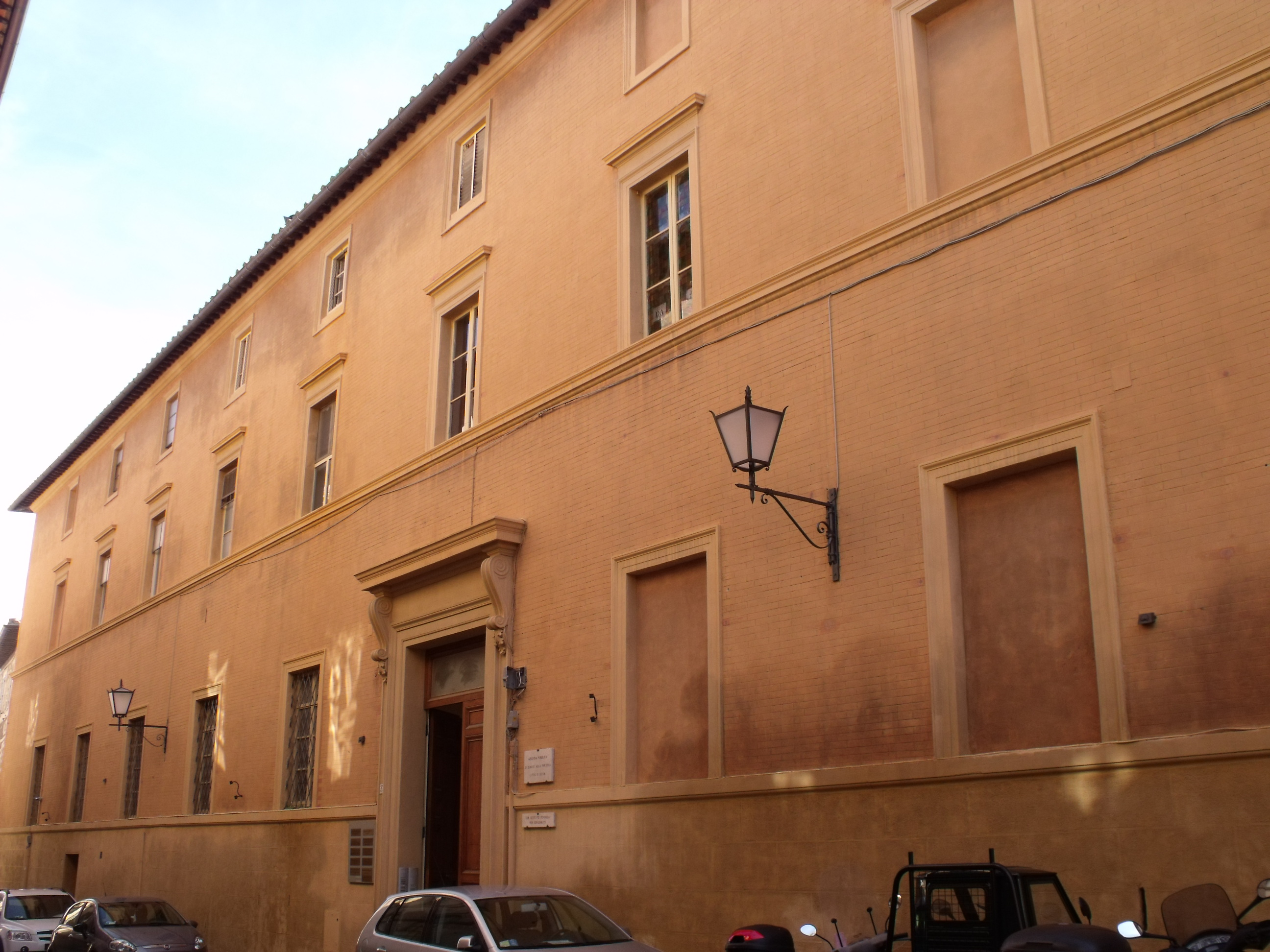
Siena, Istituto Pendola per Sordomuti in Siena

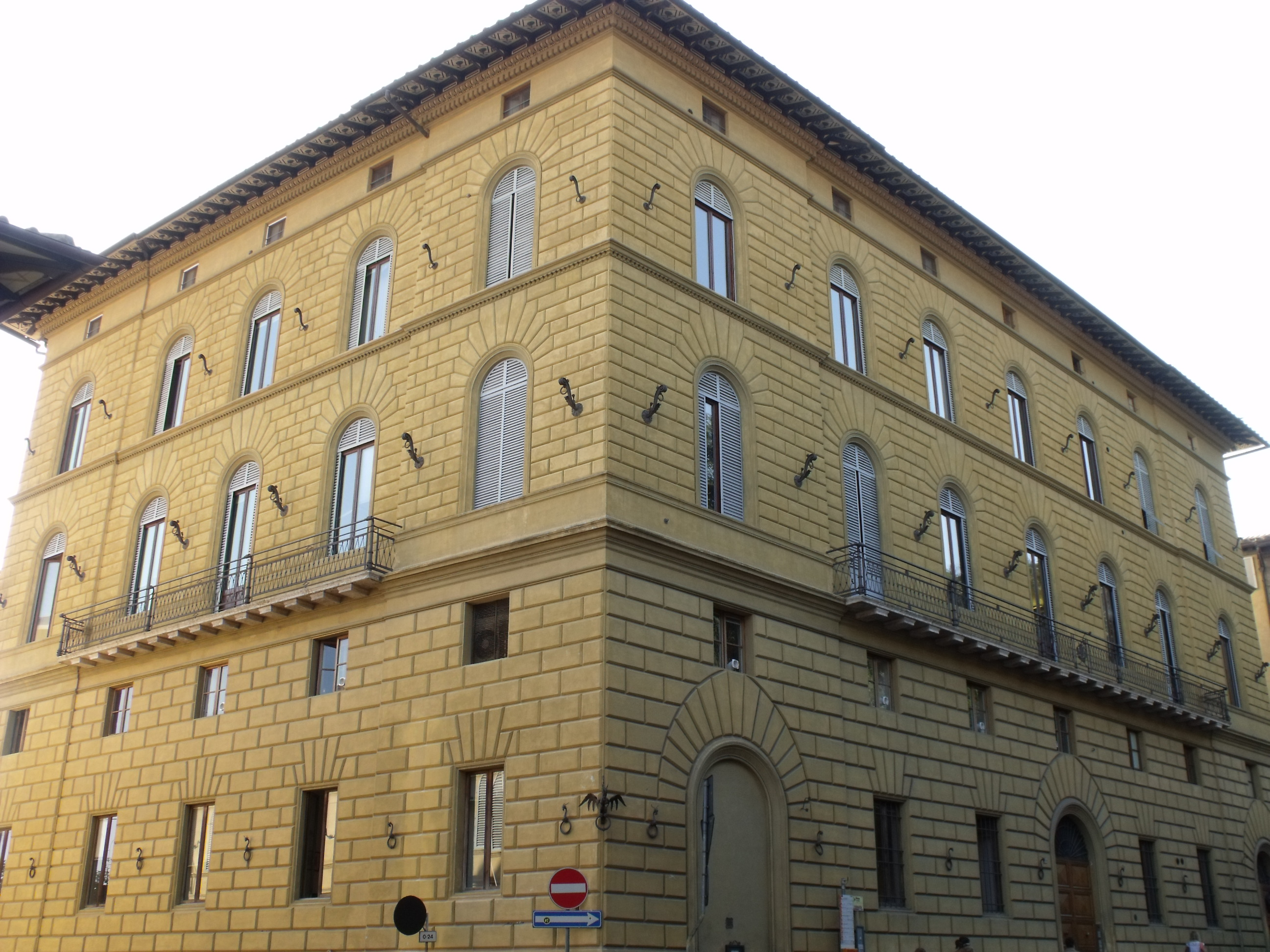
Der Palazzo Franci in Siena, Via Garibaldi (Ausbau und Fassadengestaltung 1870)

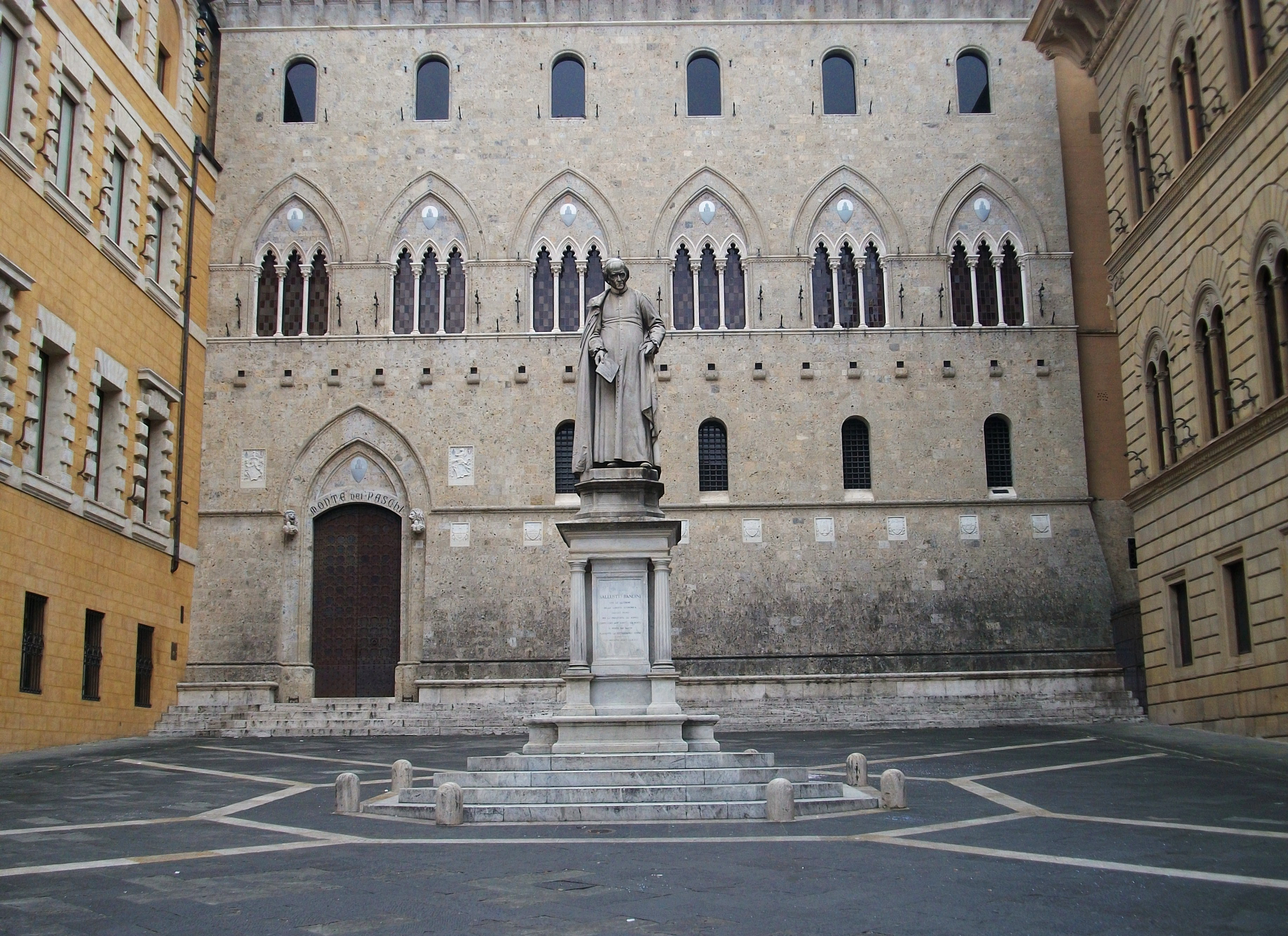
Die Piazza Salimbeni in Siena (Platzgestaltung 1871–72)

- Acquapendente, Ortsteil Torre Alfina: Restaurierungen am Castello di Torre Alfina (1880–1900) im Auftrage von Graf Edoardo Cahen. Die Restaurierungen betrafen den Palazzo Monaldeschi, die Zugangsrampe und die Piazza Sant’Angelo mit Gartenbereich.
- Asciano: Collegiata di Sant’Agata: Restaurierung (1880–1884)[3]
- Asciano, Monte Oliveto Maggiore: Restaurierungen[1]
- Buonconvento: Restaurierungen am Castello della Torre 1886[8]
- Chiavari, Palazzo di Giustizia: Restaurierung (1882)[3]
- Chiusdino, Abbazia San Galgano: Restaurierungen (1881)[8]
- Chiusi, Dom San Secondiano: Erneuerung der Domfassade (1884–1894)[8]
- Gaiole in Chianti, Castello di Brolio: Fertigstellung der 1860 durch Pietro Marchetti begonnenen Restaurierung (mit Agenore Socini, 1880)[6]
- Grosseto, Dom San Lorenzo: Arbeiten am Seitenportal (1876)[6]
- Montalcino, Abtei Sant’Antimo: Restaurierungsarbeiten (1871)[6]
- Montalcino, Ospedale di Montalcino: Restaurierungen (1870)[6]
- Montepulciano, Dom Santa Maria Assunta: Restaurierungen 1888[8]
- Montepulciano, Madonna di San Biagio: Restaurierungen (1882)[4]
- Monteroni d’Arbia: Cappella della Villa Pieri Nerli a Quinciano (1861)[6]
- Monteroni d’Arbia, Ortsteil Lucignano d’Arbia: Pieve di San Giovanni Battista, Restaurierungen 1875[8]
- San Gimignano, Collegiata di Santa Maria Assunta (Duomo), Capella di Santa Fina: Restaurierung (1878–1881)[6]
- San Gimignano, Palazzo Comunale (auch Palazzo del Popolo bzw. Palazzo nuovo del Podestà genannt): Restaurierung (1878–1881)[6]
- San Gimignano, Pieve di Santa Maria Assunta a Cellole: Restaurierungen (1875)[8]
- San Gimignano, Spedale di Santa Fina (1865–1876)[6]
- San Gimignano, Stadtmauern: Restaurierung der Stadtmauern (1885)[8]
- San Quirico d’Orcia, Collegiata dei Santi Quirico e Giulitta: Restaurierungen (1881–1888)[8]
- San Quirico d’Orcia, Cappella della Madonna di Vitaleta (Località Vitaleta): Restaurierungen (1884)[8]
- Siena, Accademia dei Rozzi: Restaurierungen (1862)[6]
- Siena, Basilica di San Clemente in Santa Maria dei Servi: Restaurierung (1890–1901, mit Agenore Socini)[1]
- Siena, Basilica di San Francesco: Restaurierung (1887–1894)[1] und Entwurf des Hochaltars (durch Leopoldo Maccari realisiert)[13]
- Siena, Camposanto della Misericordia di Siena:
  - Fertigstellung der von Lorenzo Doveri 1843 begonnenen Arbeiten und Erweiterungen (1875)[14]
  - Cappella Bandini Piccolomini[6]
  - Cappella De Metz (1893)
  - Cappella Clementini (1889), auch Cappella Clementini Piccolomini genannt[6]
  - Cappella Franci (1887)
  - Capella Pollini (1883)
  - Cappella Nardi[6]
  - Cappella Raffo (1890)
  - Grabmal Clementina Cresti (Ehefrau, 1873 entstanden)[6]
- Siena, Dom von Siena:
  - Restaurierung und Installierung der aus Colle di Val d’Elsa (Chiesa di San Francesco) stammenden Fenster von Domenico Ghirlandaio im Querschiff (Transetto, 1887)[15]
  - Restaurierung der Domfassade (1875)[1]
  - Restaurierung des Baptisteriums San Giovanni (1894–1899, mit Agenore Socini)[16]
  - Restaurierung der Domkuppel nach dem Brand vom 17. Oktober 1890[3]
- Siena, Istituto di Santa Teresa: Neubau (1877–1881)[17]
- Siena, Istituto Tommaso Pendola (dei sordomuti): 1875 errichtet[1]
- Siena, Oratorio di San Giacomo (Kontradenkirche der Contrada Torre): Fassadenrestaurierung und Entwurf des Bodenmarmors, der durch Leopoldo Maccari realisiert wurde (1893–1894)[5]
- Siena, Oratorio di San Rocco: Restaurierung der Orchestra (1879)[6]
- Siena, Palazzo Franci (Via Garibaldi): Ausbau und Fassadengestaltung (1870).[18] Entstand nach dem Vorbild des von Giuliano da Maiano gestalteten Palazzo Spannocchi an der Piazza Salimbeni.[19]
- Siena, Palazzo Marsili (Via di Città): Restaurierung 1872–1873[20]
- Siena, Palazzo Piccolomini (Via Pantaneto, heute Archivio di Stato di Siena und Museo delle Biccherne): Restaurierungen (1887)[8]
- Siena, Palazzo Pubblico:
  - Restaurierung des Innenhofs (1883)[6]
  - Sala Monumentale Vittorio Emanuele II (1878–1890)[6]
- Siena, Palazzo Salimbeni:[21]
  - Restaurierung und Umbauten an der Rocca Salimenbi (Eingangsportal) und an der Piazza Salimbeni[22] (1871–72)[1]
  - Palazzo Tantucci: Restaurierung der Fassade (1877–82) und Umgestaltung des Innenhofes[23]
  - Sockel des Denkmals des Sallustio Bandini (Werk von Tito Sarrocchi), 1880 entstanden[6]
- Siena, Palazzo San Galgano (Via Roma): Restaurierungen (1882)[8]
- Siena, Piazza del Campo:
  - Säulenerneuerung 1868,[6] im Januar 1869 eingeweiht[24]
  - Verschiebung und Erneuerung der Fonte Gaia (mit Tito Sarrocchi)[6]
- Siena, San Niccolò del Carmine: Restaurierungsarbeiten am Campanile[4]
- Siena, Santuario di Santa Caterina: Neufassung der Fassade (1877, mit Pietro Marchetti)[25]
- Siena, Universität Siena (Palazzo del Rettorato, Via Banchi di Sotto): Veränderung der Hauptfassade, Gestaltung von Innenhof und Atrium[26], im Januar 1891 begonnen und am 4. Dezember 1992 zu Beginn des Akademischen Jahres (und vor Abschluss der Arbeiten) eingeweiht. Partini arbeitet hier mit weiteren Künstlern zusammen, wie zum Beispiel Giorgio Bandini (Dekorationen), Giuseppe de Ricco (Stuckarbeiten), Giovan Battista Pini (Travertinarbeiten), Agenore Socini (Maße und Assistenz) und Luciano Zalafini (Eisenarbeiten).[27]
- Siena, Villa Belcaro: Restaurierung von Fassade und Eingangshof[28]
- Siena, Villa Selva (Villa delle Selve), Strada dei Scacciapensieri: Umbau- und Restaurierungsarbeiten von 1885 bis 1890[8], Giuseppe Partini verstarb hier 1895.
- Zoagli: Cappella Gentilezza della Famiglia Canevaro, 1890 entstanden[24]